# Heimatmuseum des Nordböhmischen Niederlandes

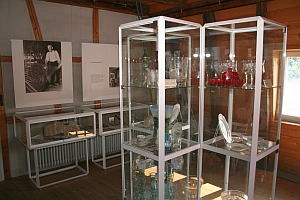
Heimatmuseum des Nordböhmischen Niederlandes

Das Heimatmuseum des Nordböhmischen Niederlandes ist in der Vogtscheune zusammen mit dem Deutschen Fleischermuseum untergebracht. Auf zwei Etagen werden Landschafts- und Hausmodelle, Arbeitsgeräte, Trachten und Erinnerungsstücke aus dem Böhmischen Niederland gezeigt. Historische Dokumentationen über Böhmen ergänzen die Ausstellung.